# امیرخان موصلوی ترکمان
امیرخان موصلوی ترکمان از سران و امرای قزلباش  در عصر صفوی بود. وی هنگامی که حاکم هرات بود للگی طهماسب میرزا (شاه طهماسب) را بر عهده داشت. پس از قتل شاه اسماعیل دوم و تاجگذاری برادرش شاه محمد خدابنده، امیرخان موصلوی ترکمان که در کشتن شاه اسماعیل دوم با پریخان خانم همکاری کرده بود، به امیرالامرایی آذربایجان منصوب شد.

## ازدواج با خواهر شاه محمد خدابنده
شاه محمد خدابنده به پاس کشتن شاه اسماعیل دوم، امیرالامرایی آذربایجان را به امیرخان موصلوی ترکمان می‌دهد و خواهر خود فاطمه سلطان بیگم را به عقد وی در می‌آورد.

## در رویداد آذربایجان
در حمله کردها و ترک‌های عثمانی به آذربایجان، امیرخان موصلوی ترکمان که به تازگی امیرالامرای آذربایجان شده بود، به دلیل اینکه در آن یورش هنوز در قزوین (پایتخت) بود، نتوانست کاری از پیش ببرد.

## جنگ چلدر
در جنگ چلدر مصطفی پاشا از قارص وارد قفقاز شد و چون این خبر به قزوین رسید از سوی شاه محمد خدابنده به امیرخان موصلوی ترکمان (بیگلربیگی آذربایجان)، امامقلی‌خان قاجار (بیگلربیگی قره‌باغ) و محمدخان تخماق استاجلو (بیگلربیگی چخور سعد) دستور داد که به اتفاق یکدیگر از پیشروی قشون عثمانی جلوگیری کنند. سواران اماقلی‌خان قاجار و محمدخان تخماق استاجلو برای دفع حمله ترکان عثمانی به هم پیوستند ولی امیرخان موصلوی ترکمان به دلیل دشمنی که مابین طوایف ترکمان و استاجلو بود به آن دو نفر کمک نکرد.

## در حمله تاتارها به شروان
در سال ۱۵۷۹ میلادی پس از ورود شاه محمد خدابنده به تبریز، وقتی خبر رسید محمدگرای خان سردار تاتار، به منظور گرفتن انتقام خون برادر خود عادل‌گرای خان، چند تن از دیگر برادران خویش را به جانب شروان فرستاده است، مقرر شد که میرزا سلمان جابری اصفهانی با امیرخان موصلوی ترکمان (امیرالامرای آذربایجان) و جمعی از سرداران و سواران قزلباش برای جلوگیری از حرکت سپاه تاتار به شروان بروند ولی پیش از آنکه سپاه ایران به قره‌باغ رسد، امرای تاتار به شروان وارد شدند و به سبب تعداد بیشتر بر حکمران ایرانی آنجا پیروز شدند.

## محاصره قلعه نیشابور
محاصره قلعه نیشابور نبردی بود که در سال ۱۵۸۱ میلادی و مابین دو سپاه یکی به فرماندهی  مرتضی قلی‌خان پرناک ترکمان و درویش محمدخان روملو و به حمایت حکومت مرکزی صفویه (شاه محمد خدابنده و میرزا سلمان جابری اصفهانی) و دیگری به فرماندهی علی‌قلی‌بیگ گورکان شاملو و مرشد قلی‌خان سلطان استاجلو و به حمایت عباس میرزا (بعدا" شاه عباس یکم) روی داد. در این نبرد، شاه محمد خدابنده هم به تشویق میرزا سلمان جابری اصفهانی و امیرخان موصلوی ترکمان (بیگلربیگی آذربایجان) و سایر سران تکلو و ترکمان مصمم شد لشکری به خراسان روانه کند و مرتضی قلی‌خان پرناک ترکمان را در مقابل طرفداران پسرش (عباس میرزا بعدا" شاه عباس یکم) تقویت کند.